# Pedro Azogue
Pedro Azogue (* 6. Dezember 1994 in Santa Cruz de la Sierra) ist ein bolivianischer Fußballspieler.

## Karriere
Pedro Azogue spielt für den bolivianischen Erstligisten Oriente Petrolero, für dessen erste Mannschaft er erstmals am 29. März 2012 bei einer 1:2-Niederlage gegen Real Mamoré auflief. Zu diesem Zeitpunkt war Azogue 17 Jahre alt. Im Kalenderjahr 2012 kam er anschließend auf insgesamt 18 weitere Ligapartien. Seinen ersten Treffer machte er am 4. November bei einem 4:3-Sieg beim FC La Paz. Im Sommer 2012 spielte er zudem bei der Copa Sudamericana mit, bei der sein Team aufgrund der Auswärtstorregel in der ersten Runde gegen den Club Guaraní ausschied.
Pedro Azogue ist aktueller Spieler der A-Nationalmannschaft Boliviens. Erstmals stand er am 16. August 2012 bei einem 2:0-Sieg gegen Guyana in der Elf. Zudem war er im Jahr 2011 für die U-17-Nationalmannschaft seines Landes aktiv. Mit der U-20 bestritt er im Januar 2013 die U-20-Südamerikameisterschaft.